# Islam en Libye
Voir aussi
La population libyenne est musulmane de confession sunnite à 99,6 %. Ce principe d’unité entre la religion et l’État est très affirmé. Depuis le coup d’État de 1969, le régime de Muammar Khaddafi a explicitement mené une politique de réaffirmation des valeurs islamiques, en développant une culture islamique et plaçant la charia comme principe de la Loi. La pratique islamique modèle la vie quotidienne libyenne.

## Histoire de l'islam en Libye
Au cours du VIIe siècle, les conquérants musulmans (la plupart étant des berbères de la tribu des Luwwata qui vivaient en Égypte et avaient été convertis par des compagnons du prophète) atteignirent la Libye, et la résistance des berbères indigènes prit fin au VIIIe siècle. Les centres urbains devinrent essentiellement islamiques, mais l’extension des conversions aux nomades des contrées désertiques ne se fit qu’au Xxe siècle, après la conquêtes italienne favorable à l’arabisation et à l’islamisation dans un objectif de pacification similaire à la France au Maghreb
Les résidus des croyances pré-islamiques se fondèrent peu à peu dans l’islam. C’est pourquoi l’islam populaire se construisit comme une superposition du rituels coraniques sur les vestiges des croyances antérieures, qui prévalaient dans toute l’Afrique du Nord : croyance en les djinns, au mauvais œil, rites pour s’assurer la prospérité, ainsi que le culte et la vénération des saints. Les couches éduquées des villes étaient gardiennes d’une branche plus orthodoxe de l’islam.
L’islam Libyen et Maghrébin traditionnel en général est caractérisé par un syncrétisme entre l’islam et les traditions berbères locale issues de l’ancienne religion (la tanewya). L’islam puriste ne s’est réellement établie en Libye que durant la période colonial, la l’Italie dans ses stratégie militaire ayant observer que les tribus les plus pacifiques était les plus islamisé et arabisé décidèrent d’opter pour une campagne d’arabisation et d’islamisation du territoire Libyen et Maghrebin, ce qui a eu pour conséquence que beaucoup de berbères se sont arabisés.

### Saints et fraternités soufies

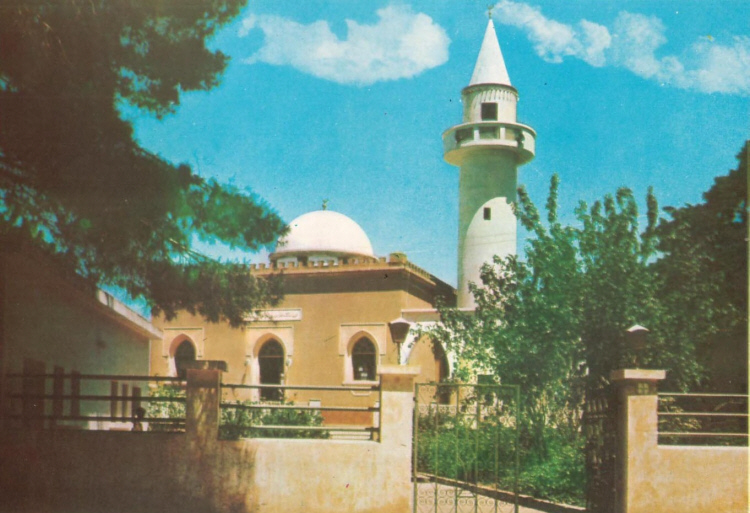
La tombe de Sidi Rafa, à Bayda.

L’islam pratiqué en Afrique du Nord était mêlé de croyances berbères indigènes. Bien que la foi islamique orthodoxe prêche l’unicité de Dieu et l’impossibilité d’avoir recours à des intermédiaires auprès de lui du fait que tous les croyants sont égaux devant lui, une part importante de l'islam nord-africain a depuis des siècles la croyances en la puissance spirituelle de la médiation de certaines personnes particulières. Cette puissance s’appelle la baraka : la qualité de sainteté d’une personne et sa force spirituelle sont dites subsister dans certains individus.  Les personnes qui prétendent posséder la baraka peuvent être authentifiées par des performances ou des miracles apparents, une voyance intérieure de l’homme, ou une généalogie en lien avec un possesseur passé. Ces personnes sont considérées comme des saints. En France, on les appelle des marabouts, ce qui est une translittération de l’arabe murabitun, « qui a effectué une retraite religieuse ». La croyance populaire veut que les personnes ordinaires qui les approchent tirent bénéfice de leur baraka.
Le culte des saints s’étendit dans les aires rurales, en opposition à l’islam orthodoxe des villes. Les saints sont présents dans la Tripolitaine, mais plus encore dans la Cyrénaïque. Leur baraka continue à perdurer sur leur tombe après leur mort. Le nombre de tombes vénérées varie selon les tribus. Elles sont moins nombreuses parmi les chameliers du désert que parmi les tribus nomades et sédentaires de l’aire du plateau. Dans un village, un visiteur occidental compta dans les années 1960 seize tombes vénérées.
Des coteries de disciples se groupèrent fréquemment autour des saints, surtout ceux qui prêchaient une tariqa originale. Des fraternités de disciples de ces mystiques commencèrent à apparaître en Afrique du Nord vers le XIe siècle, et parfois devenaient des mouvements populaires. Le fondateur donnait une règle à ses disciples, qui étaient soumis à l’autorité souvent absolue du maître, le cheikh. La fraternité était basée dans une zaouïa. En raison de l’austère rationalité de l’islam, beaucoup de croyants se sont tournés vers cette pratique de l’islam plus mystique et émotionnelle, le soufisme. Présent dans de nombreuses parties du monde musulman, le soufisme propose une expérience de proximité mystique à Dieu à l’aide de l’ascèse.
Les croyants soufis de rassemblaient dans des fraternités, et les ordres soufis devinrent extrêmement populaires, surtout dans les territoires ruraux. Les fraternités soufies exerçaient une grande influence, et elles jouèrent un rôle majeur dans le renouveau religieux qui a marqué l’Afrique du Nord aux XVIIIe siècle et au XIXe siècle. En Libye, lorsque l’empire ottoman ne put plus opposer de résistance à l'empiètement des missionnaires chrétiens, ce sont les ordres soufis qui prirent le relai pour susciter un réveil religieux. Parmi eux, le plus dynamique et le plus efficace fut la Sanousiyya, qui s’étendit ensuite à de nombreuses parties de l’Afrique du Nord.

### Les Senoussis
La Sanousiyya (mouvement senoussi) fut un mouvement de réveil religieux adapté à la vie désertique. Ses zaouaïa se trouvaient en Tripolitaine et à Fezzan, mais leur influence était la plus forte en Cyrénaïque. La première théocratie senoussi fut mise en place dans la cité de Bayda, en Cyrénaïque, en 1841. Après l’occupation italienne, ce gouvernement devint un centre d’éducation et une université islamique fut fondée en 1960 : l’université Mohammed bin Ali al Sanousi. À l'arrivée de Muammar Khaddafi, le cours de l’université changea : elle prit le nom d’université Omar al-Mukhtar. Le mouvement senoussi donna aux tribus de la Cyrénaïque un attachement et un sentiment d'unité, ce qui sauva la région de l'anarchie.
Les senoussis formèrent un noyau de résistance à l’occupation coloniale italienne. Quand le nationalisme favorisé par l’unification de la résistance à l’occupation italienne gagna en sympathie, la ferveur religieuse pour le mouvement senoussi commença à décliner, surtout lorsque les italiens détruisirent les centres religieux senoussis dans les années 1930. Pour autant, le roi Idris, monarque de la Libye indépendante et petit-fils du fondateur du mouvement senoussi, était le seul à pouvoir commander les différentes parties du royaume en raison de son statut.  En dépit d'une prééminence politique momentanée, le mouvement senoussi n'a jamais retrouvé sa force religieuse après que les zaouaïa furent détruites par les italiens. La promesse de restauration n'a jamais eu lieu, et le régime d’Idris utilisait l’héritage senoussi à des fins de légitimité politique plus que pour avoir une autorité religieuse.
Après la déposition d’Idris en 1969, le gouvernement révolutionnaire mis en place des restrictions sur les zaouaïa restantes, nomma un superviseur des propriétés senoussies, et fusionna l’université senoussi avec l’université de Libye. Le mouvement senoussi fut virtuellement banni, mais dans les années 1980, on nota parfois des résurgences d’activités des senoussis. Les senoussis inspirèrent des activistes pour libérer la Cyrénaïque du contrôle du président Khaddafi lors de la guerre civile de 2011.

### L’islam sous Khaddafi

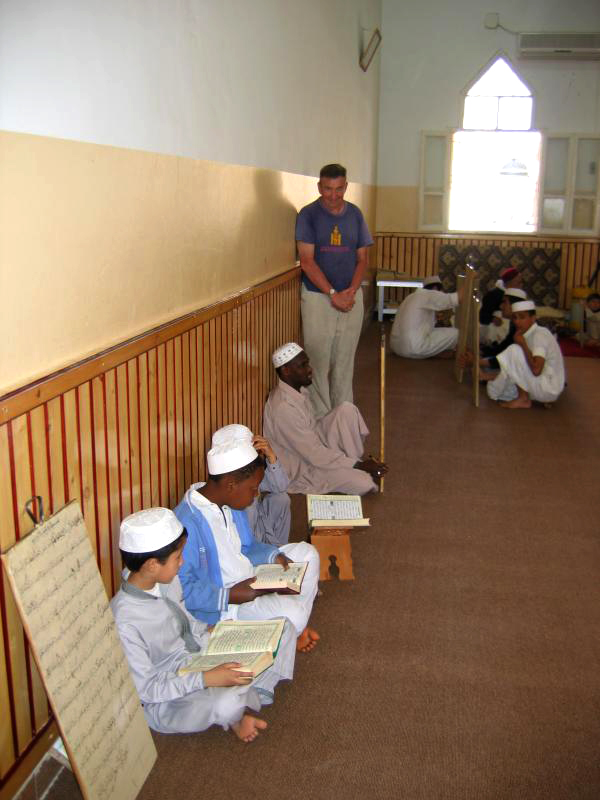
École coranique à Bayda, en 2010.

Sous le gouvernement révolutionnaire de Khaddafi, le rôle de l’islam orthodoxe s’est affirmé peu à peu. Muammar Khaddafi affirmait être un musulman dévot ; il voulait magnifier l’islam et lui redonner la place centrale qu’il devait avoir dans la vie des gens. Il croyait que la pureté de l’islam avait été souillée avec le temps, surtout avec l’influence des européens depuis la période coloniale. Pour restaurer la pureté de l’islam, il s’est attelé à restaurer la charia comme base du système législatif libyen, à bannir les pratiques et les vêtements « immodestes », ainsi qu’à purifier symboliquement les mosquées. Khaddafi croyait dans la valeur du Coran comme guide politique et moral pour le monde contemporain, comme le montre le Livre Vert, publié au milieu des années 1970 (voir le chapitre 4). La première partie du Livre Vert est un commentaire des injonctions coraniques pour traiter des affaires humaines. Pour Muammar Khaddafi, la mise en œuvre directe du Coran signifiait une démocratie directe, au moyen de congrès populaires et de comités. Pour lui, étant donné que le Livre Vert était uniquement fondé sur le Coran, ses instructions pouvaient être appliquées de façon universelle, au moins pour le monde musulman.
Peu après sa prise en fonction, le gouvernement Khaddafi se montra fortement conservateur, en fermant les bars et les boîtes de nuit, en interdisant les loisirs considérés comme immodestes, et en revenant au calendrier islamique. La question se posa d’instaurer la charia, et Khaddafi assura la présidence du comité qui étudia les problèmes rencontrés par cette refonte du système juridique. En novembre 1973, un nouveau code législatif fut promulgué, qui avait rendu tout le système judiciaire libyen conforme à la charia, et en 1977, le Congrès Général du Peuple fit une déclaration indiquant que tous les codes légaux seraient désormais fondés sur le Coran. Parmi les lois promulguées par le gouvernement Khaddafi figurait une série de punitions légales proscrits en 1973 qui incluaient des peines d’amputation de la main ou du pied pour les voleurs. La législation contenait des clauses qui en limitaient la portée exécutoire, mais il s’agissait néanmoins d'appliquer les principes coraniques dans un État moderne. Une autre loi imposait la flagellation pour les individus qui rompaient le jeûne du ramadan, de même que les hommes et les femmes victimes de fornication étaient punis de huit coups de fouet.
Au début des années 1970, l’islam a joué un rôle important de légitimation des réformes politiques et sociales de Khaddafi. À la fin de la décennie, cependant, Khaddafi commença à entrer en conflit avec le clergé sunnite et certains aspects fondamentaux du sunnisme. Il affirma que la transcendance seule du Coran pouvait servir de guide et que chaque musulman avait la capacité de le lire et de l'interpréter. Il dénigrait le rôle des oulémas, des imams et des juristes islamiques. Il alla jusqu’à remettre en question l’authenticité des hadiths, et donc de la sunna, qui est la base de la charia. Elle subsista toutefois, mais uniquement pour ce qui entrait dans la sphère de la religion. Finalement, fit réviser le calendrier musulman de sorte qu’il commence à la mort de Mahomet, en 632, et non plus à l’Hégire dix ans plus tôt, comme cela est le cas en Islam.
Ce point de vue hétérodoxe sur les hadiths, le charia et l’islam en général suscitèrent un grand malaise. Il manifestait que Muammar Khaddafi avait la conviction de posséder la capacité unique d’interpréter le Coran et d’adapter son message à la vie moderne. Il renforça son image de réformateur de l’islam, opposé à une lecture littérale du Coran. Les observateurs, cependant, estiment que Khaddafi agissait ainsi plus par motivation politique que par sentiment religieux. Cette critique des oulémas permettait de saper une partie de la classe moyenne qui était très opposée à sa politique économique à la fin des années 1970. Mais Khaddafi se considérait comme une autorité concernant le Coran et l’islam, sans craindre de défier les autorités religieuses traditionnelles. Il n’était pas non plus prêt à supporter une quelconque contestation.
Le gouvernement révolutionnaire répétait à l’envi qu’il voulait établir la Libye comme l’État chef du monde islamique. Plus encore, Khaddafi souhaitait créer une grande nation arabe par union avec d’autres états arabes, cela sous l’égide de l’islam, mais sans percevoir que l'islam est aussi hors du monde arabophone.
Le gouvernement a malgré tout joué un rôle moteur de soutien des institutions musulmanes et de promotion des pratiques islamiques dans le monde. Le Fonds Jihad, financé par une taxe sur les salaires, a été établi en 1970 en soutien aux Palestiniens dans leur lutte face à Israël. La faculté d’études arabes et islamiques de l’université de Benghazi fut chargée de soutenir et des intellectuels musulmans du monde entier. La société des missions islamiques utilisait des fonds publics pour la construction et la réparation de mosquées et de centres d’éducation islamiques dans des villes aussi variées que Vienne et Bangkok. La société d’appel islamique (Ad dawah) était organisée avec le soutien du gouvernement pour propager l’islam à l'étranger, surtout en Afrique, et pour fournir de l’argent aux musulmans où qu'ils soient. La purification symbolique de toutes les grandes mosquées urbaines eut lieu en 1978.
Khaddafi était franchement convaincu de la perfection de l’islam et désirait le propager. Son engagement à propager ouvertement l’islam lui valut, entre autres raisons, l’opposition des Frères musulmans, un mouvement fondamentaliste basé en Égypte, qui utilise des moyens clandestins et parfois subversifs pour propager l’islam et éliminer les influences occidentales dans le monde islamique. Même si les Frères Musulmans furent exclus de Libye au milieu des années 1980, ils restèrent présents dans le pays de façon discrète. En 1983, un membre des Frères Musulmans fut condamné à mort à Tripoli, et en 1986, un groupe d'adhérents fut arrêté après le meurtre d’un homme politique important de Benghazi. Les Frères Musulmans étaient présents dans toute la Libye, mais surtout dans les villes de Benghazi, de Bayda, de Derna et d’Ajdabiya. Malgré tout, Khaddafi proposa aux Frères Musulmans de s’établir clairement dans les pays non-musulmans. Ils promit à leurs chefs d’apporter un soutien financier à leurs activités s'ils le faisaient. Mais il ne les soutint finalement pas.
Khaddafi mit l’accent sur l’universalité de l’islam, mais réaffirma aussi que Mahomet attribuait un statut spécial pour les chrétiens. Il associa les chrétiens à des musulmans mal guidés qui s’aventuraient sur un mauvais chemin. Khaddafi assumait une autorité de chef pour sortir l’Afrique du christianisme ainsi que du colonialisme qu’il lui est associait.
En 2019, une étude de la BBC suggère une baisse de la pratique religieuse en Libye. 25 % des Libyens sondés se définissent comme non religieux ; un chiffre qui atteint 36 % pour les personnes âgées de 18 à 29 ans.